# Clusia platystigma
Clusia platystigma är en tvåhjärtbladig växtart som beskrevs av Pierre Joseph Eyma. Clusia platystigma ingår i släktet Clusia och familjen Clusiaceae. Inga underarter finns listade i Catalogue of Life.